# Shady Shores (Teksas)
Shady Shores je gradić u američkoj saveznoj državi Teksas. Prema popisu stanovništva iz 2010. u njemu je živjelo 2.612 stanovnika.